# Ischalis ziczac
Ischalis ziczac là một loài bướm đêm trong họ Geometridae.